# Кривешти (Васлуј)
Кривешти (рум. Crivești) насеље је у Румунији у округу Васлуј у општини Тутова. Oпштина се налази на надморској висини од 68 m.

## Становништво
Према подацима из 2002. године у насељу је живело 560 становника, од којих су сви румунске националности.